# Beverly Hills 90210
A Beverly Hills 90210 népszerű, első nemzedékes, amerikai televíziós filmsorozat, amelyet 1990. október 4-én mutattak be Amerikában, és egészen 2000. május 17-éig vetítették. A sorozat tinédzserekről szól, akik a Beverly Hills gimnáziumba jártak, ezt követően pedig a California Egyetemre. Az alkotó Aaron Spelling, akinek a nevéhez több sorozat fűződik, köztük a Melrose Place és a Bűbájos boszorkák. Darren Starral közösen alkották meg a 90210-et. A szám egyébként postai irányítószámot jelöl.
A két főszereplő egy ikerpár, Brandon (Jason Priestley) és Brenda (Shannen Doherty), akik a szüleikkel Minnesotából átköltöztek a csillogó-villogó Beverly Hillsbe. Ahogy haladt előre a sorozat, úgy tágult a főszereplők gárdája, és az utolsó szezonokban az ikrek már nem is szerepeltek. A sorozat sok tinédzserproblémára rávilágított: ilyen volt a nem kívánt terhesség, az alkohol, a kábítószer, az erőszak, a szerencsejáték és a lázadás kérdésköre.
A legsikeresebbnek az 1991-es év bizonyult. Ekkor a Fox csatorna legnépszerűbb sorozatává lépett elő a 90210. A főszereplői tinédzserideállá váltak, neveiket pedig az egész világon ismerték.
A sorozat feldolgozása 90210 címmel 2008 és 2013 között futott a The CW Television Network csatornán.

## Szereplők
| Szereplő          | Színész                  | Magyar hang         | Epizód | Leírás |
| ----------------- | ------------------------ | ------------------- | ------ | --- |
| Brenda Walsh      | Shannen Doherty          | Ábel Anita          | 111    | Cindy és Jim Walsh lánya, Brandon testvére. Először kilógott a csillogó – villogó Beverly Hills világából, aztán végül igaz barátokra talált és egy nagy szerelemre, Dylan McKay személyében. Brendának végül legjobb barátnője, Kelly Taylor csapta le a kezéről a fiút. A lány elég hamar (4. évad vége) távozott a sorozatból, és a nézők szeme elől. |
| Brandon Walsh     | Jason Priestley          | Bor Zoltán          | 244    | Az ikerpár másik tagja. Az örök jófiú, aki az iskolai újság szerkesztője, az egyetemen pedig ifjúsági önkormányzat képviselője, majd ott is az újság és a televíziós stáb tagja lett. Persze, neki is voltak gondjai, a szerencsejátékkal és persze a nőkkel. Belekeveredett egy szerelmi háromszögbe, és végül elnyerte Kelly szívét Dylantől. Feleségül akarta venni, de végül lefújták az esküvőt. Brandon pedig elhagyta Beverly Hills-t és Washingtonba költözött a 9. szezon elején. |
| Kelly Taylor      | Jennie Garth             | Závodszky Noémi     | 292    | Szép, ravasz és minden férfi álma. Az igazi kaliforniai szőkeség, aki mindent megkap, amit csak akar. Elvált szülők gyermeke, édesanyja sokáig küzdött a droggal. Dylan és Brandon között őrlődött sokáig, bár sok más fiú is megfordult az életében, az egyik még kábítószerfüggőségbe is belevitte. Kelly sokat változik a sorozat folyamán. Levetkőzi az elkényeztetett kislány szerepét, és minden vágya, hogy segítsen az embereken. A sorozat végén végül Dylan lesz számára az igazi szerelem. |
| Dylan McKay       | Luke Perry               | Galambos Péter      | 197    | Jack és Irish fia, aki tele van pénzzel. Ő az a gazdag, szépfiú (és rosszfiú) akiért mindenki eleped, de csak kevesen merik megközelíteni. Dylan mindig is igazi érzelmekre vágyott. Sokáig volt alkoholfüggő, drogozott is, de ő volt az általában, aki segített a barátainak talpra állni. Brendával se veled, se nélküled kapcsolata volt, majd Kellyvel is vége lett, és elvette feleségül Tonyt, azaz Antonyát (Rebbeca Gayheart), azonban az esküvő napján a lányt lelőtték, Dylan pedig elhagyta Beverly Hillst, egészen a 9. szezonig, amikor visszatért és nagy veszekedések és bonyodalmak árán a sorozat fináléjában újra összejött Kellyvel. |
| Steve Sanders     | Ian Ziering              | Széles Tamás        | 291    | |
| Andrea Zuckermann | Gabrielle Carteris       | Mezei Kitty         | 144    | |
| Donna Martin      | Tori Spelling            | Urbán Andrea        | 292    | |
| David Silver      | Brian Austin Green       | Bartucz Attila      | 291    | |
| Nat Bussichio     | Joe E. Tata              | Fazekas István      | 238    | |
| Cindy Walsh       | Carol Potter             | Molnár Zsuzsa       | 114    | |
| Jim Walsh         | James Eckhouse           | Dunai Tamás         | 142    | |
| Valerie Malone    | Tiffani – Amber Thiessen | Németh Borbála      | 136    | |
| Claire Arnold     | Kathleen Robertson       | Szénási Kata        | 100    | |
| Noah Hunter       | Vincent Young            | Zámbori Soma        | 84     | |
| Janet Sosna       | Lindsay Price            | Oláh Orsolya        | 71     | |
| Jackie Taylor     | Ann Gillespie            | Frajt Edit          | 55     | |
| Matt Durning      | Daniel Cosgrove          | Markovics Tamás     | 50     | |
| Jesse Vasquez     | Mark D. Espinoza         | Lippai László       | 48     | |
| Ray Pruit         | Jamie Walters            | Csőre Gábor         | 39     | |
| Felice Martin     | Katherine Cannon         | Vándor Éva          | 39     | |
| Gina Kincaid      | Vanessa Marcil           | Bíró Anikó          | 37     | |
| Carly Reynolds    | Hilary Swank             |                     | 16     | |
| Emily Valentine   | Christine Elise          | Majsai-Nyilas Tünde | 12     | |